# Kirchtimke
Kirchtimke er en kommune i Samtgemeinde Tarmstedt med godt 950 indbyggere (2013). Den ligger i den vestlige del af Landkreis Rotenburg (Wümme), i den nordlige del af den tyske delstat Niedersachsen. Samtgemeindens administration ligger i byen Tarmstedt.

## Geografi
Ud over Kirchtimke ligger også landsbyen Ostertimke i kommunen. Kirchtimke ligger landskabet Stader Geest. Sydøst for Kirchtimke ligger skovområdet „Schierk“. Sydøst for Ostertimke ligger naturschutzgebietet „Bullensee“. Kommunen er overvejende præget af landbrugarealer.